# Liste des députés des Landes

Carte des Landes.

Liste des députés des Landes

## Députés actuels
| Première circonscription  | Geneviève Darrieussecq |  | MoDem | Fabien Lainé        | Conseillère municipale de Mont-de-Marsan Conseillère communautaire de Mont-de-Marsan Agglomération Conseillère régionale de Nouvelle-Aquitaine |
| Deuxième circonscription  | Lionel Causse          |  | LREM  | Maeva Dedieu        | |
| Troisième circonscription | Boris Vallaud          |  | PS    | Christine Fournadet | Conseiller départemental du canton d'Adour Armagnac                                                                                            |

## États générauxetAssemblée nationale constituante(1789-1791)

### Sénéchaussée deMont-de-Marsan
- Clergé :
  - 1. Simon de La Porterie, curé de Lencouacq.
- Noblesse :
  - 2. Joseph de Lasalle de Roquefort.
- Tiers état :
  - 3. François Perez d'Artassen, conseiller au parlement de Bordeaux (démissionne le 6 décembre 1789).
  - 3. Laurent de Peyrelongue (refuse son élection).
  - 3. Antoine Dufau, médecin.
  - 4. Jean Mauriet de Flory, seigneur de Flory, avocat, demeurant à Villeneuve-de-Marsan.

### Sénéchaussée des Lannes
- Clergé :
  - 1. Jean Goze, curé de Gaas.
- Noblesse :
  - 2. Clair-Joseph Carris de Barbotan, chevalier, seigneur de Barbotan (démissionnaire le 13 juin 1791).
- Tiers état :
  - 3. Alexis de Basquiat-Mugriet, lieutenant général au sénéchal de Saint-Sever.
  - 4. Pierre-Joseph de Lamarque, conseiller du roi, son procureur au sénéchal de Saint-Sever.

### Sénéchaussée deTartas
- Clergé :
  - 1. Jean Lanusse, prêtre et curé de la paroisse de Saint-Étienne Rive-Labour et du Bourg-Saint-Esprit (mort le 15 juin 1790).
- Noblesse :
  - 2. Artois (Charles-Philippe, comte d'), frère du roi. Refuse son élection.
  - 2. Jean-Pierre de Batz, également élu dans la sénéchaussée de Nérac pour laquelle il choisit de siéger.
  - 2. Bertrand de Batz, suppléant. ne sollicite pas son admission aux États généraux.
- Tiers état :
  - 3. Bertrand Castaignède, notaire royal et juge de la Bouheyre, demeurant à Commensacq.
  - 4. Jean-Baptiste de Larreyre, conseiller du roi au sénéchal de Tartas.

## Assemblée législative (1791-1792)
6 députés et 2 suppléants

### Députés
1. Salomon Méricamp, homme de loi, procureur-syndic du district de Saint-Sever.
2. Bernard Lucat, médecin, maire de Dax.
3. Jean Dyzès, procureur-général-syndic du département.
4. Bernard Turgan, juge au tribunal du district de Tartas.
5. Laurent Baffoigne, administrateur du département.
6. Jacques Lonné-Canteau, administrateur du département.

### Suppléants
1. Tortigue (Luc), lieutenant-colonel de la nationale à Saint-Sever.
2. Castaignède aîné, juge au tribunal du district de Tartas.

## Convention nationale(1792-1795)
6 députés et 2 suppléants

### Députés
1. Pierre-Arnaud Dartigoeyte, procureur syndic du district de Saint-Sever. Est décrété d'arrestation le 13 prairial an III (1er juin 1795) ; est ensuite amnistié.
2. Paul Cadroy, vice-président de l'administration du département.
3. Roger Ducos dit"l'aîné", président du tribunal criminel du département.
4. Jean Dyzès, procureur général syndic du département, ancien député à la Législative.
5. Jean-Baptiste Pierre Saurine, évêque du département, ancien Constituant. Est exclu après le 31 mai 1793 ; est rappelé le 18 frimaire an III (8 décembre 1794).
6. Jean-Baptiste Lefranc, procureur syndic de Mont-de-Marsan.

### Suppléants
1. Méricamp (Salomon), ancien député à la Législative. Appelé à remplacer Saurine, est exclu comme fédéraliste. N'a pas siégé.
2. Ramonbordes, accusateur public au tribunal des Landes. Est appelé, après Méricamp, à remplacer Saurine et est exclu comme fédéraliste. N'a pas siégé.

## Conseil des Cinq-Cents(1795-1799)
- Joseph Dupoy de Guitard
- Pierre Louis Duprat
- Paul Cadroy
- Jacques Lonné-Canteau
- François Balthazar Darracq
- Jean-Baptiste Chaumont
- Jean-Baptiste Pierre Saurine
- Jean-Baptiste Lefranc

## Corps législatif(1800-1814)
- Louis Marie Joseph Pemolier de Saint-Martin
- Jean-Marie de Poyferré de Cère
- Joseph Dupoy de Guitard
- Bernard Turgan
- Jean-Baptiste Papin
- Nicolas Ducos
- Jacques Lefranc
- François Balthazar Darracq

## Chambre des députés des départements (1reRestauration)
- Jean-Marie de Poyferré de Cère
- Louis Marie Joseph Pemolier de Saint-Martin

## Chambre des représentants (Cent-Jours)
- Raymond Dubalen
- Jean-Baptiste Soubiran
- Fabian Ducournau
- Bernard Brethous-Lasserre
- Mathurin Vallée

## Chambre des députés des départements (2eRestauration)

### Irelégislature(1815–1816)
- Jean de Dieu Pierre Antin d'Ars
- Jean-Marie de Poyferré de Cère
- Louis Marie Joseph Pemolier de Saint-Martin

### IIelégislature(1816-1823)
- Barthélemy Pierre Clérisse
- Denis Charles Henri Gauldrée-Boileau
- Jean-Marie de Poyferré de Cère
- Jacques Despériers de Lagelouze
- Bernard Augustin Cardenau
- Laurent Marc Antoine du Lyon de Campet

### IIIelégislature(1824-1827)
- Denis Charles Henri Gauldrée-Boileau
- Jacques Despériers de Lagelouze
- Bernard Augustin Cardenau
- Laurent Marc Antoine du Lyon de Campet

### IVelégislature(1828-1830)
- Jean Arnaud Cabannes de Cauna
- Charles Lemercier de Longpré
- Jean Maximilien Lamarque
- Jean-Marie de Poyferré de Cère
- Laurent Marc Antoine du Lyon de Campet

### Velégislature(23 juin 1830-28 juillet 1830)
- Jean Maximilien Lamarque
- Jean-Marie de Poyferré de Cère
- Bernard Augustin Cardenau

## Chambre des députés (Monarchie de Juillet)

### IreLégislature(1830-1831)
- Jean Maximilien Lamarque
- Jean-Marie de Poyferré de Cère
- Bernard Augustin Cardenau

### IIeLégislature(1831-1834)
- Joseph Basterrêche démissionne en 1833, remplacé par Pierre Victor Duséré
- Justin Laurence
- Jean Maximilien Lamarque décédé en 1832, remplacé par Pierre Brethous-Peyron

### IIIeLégislature(1834-1837)
- Pierre Victor Duséré démissionne en 1835, remplacé par Philippe Isidore d'Etchégoyen
- Justin Laurence
- Antoine Simon Durrieu

### IVeLégislature(1837-1839)
- Philippe Isidore d'Etchégoyen
- Justin Laurence
- Antoine Simon Durrieu

### VeLégislature(1839-1842)
- Philippe Isidore d'Etchégoyen
- Justin Laurence
- Antoine Simon Durrieu

### VIeLégislature(1842-1846)
- Philippe Isidore d'Etchégoyen
- Justin Laurence
- Antoine Simon Durrieu nommé pair en 1845, remplacé par Gustave Larnac

### VIIeLégislature(17/08/1846-24/02/1848)
- Philippe Isidore d'Etchégoyen
- Justin Laurence
- Gustave Larnac

## IIeRépublique
Élections au suffrage universel masculin à partir de 1848

### Assemblée nationale constituante (1848-1849)
- Pascal Duprat
- Elie de Dampierre
- Charles Duclerc
- Victor Lefranc
- Numa Turpin
- Frédéric Bastiat
- Firmin Marrast

### Assemblée nationale législative (1849-1851)
- Pascal Duprat
- Victor Lefranc
- Numa Turpin
- Frédéric Bastiat décédé en 1850, remplacé par Antoine Simon Durrieu
- Firmin Marrast

## Second Empire

### Irelégislature(1852-1857)
- Charles Corta
- Firmin Marrast

### IIelégislature(1857-1863)
- Charles Corta
- Firmin Marrast

### IIIelégislature(1863-1869)
- Adhémar de Guilloutet
- Charles Corta démissionne en 1865, remplacé par Alexandre Colonna Walewski démissionne en 1867, remplacé par Jean-Marie Darracq

### IVelégislature(1869-1870)
- Adhémar de Guilloutet
- Jean-Marie Darracq

## IIIeRépublique

### Assemblée nationale(1871-1876)
- Albert Boucau, Union républicaine
- Gustave Loustalot, Gauche républicaine
- Henri Dufaur de Gavardie, Extrême-droite
- Pascal Duprat, Gauche républicaine
- Jean-Baptiste de Dampierre, Union des droites
- Victor Lefranc, Centre gauche

### Irelégislature(1876-1877)
- François-Marie-Charles Boulart
- Gustave Loustalot
- Alexandre de Cardenau de Borda
- Adhémar de Guilloutet
- François de Laborde
- Victor Lefranc

### IIelégislature(1877-1881)
- François-Marie-Charles Boulart
- Alexandre de Cardenau de Borda invalidé en 1878, remplacé par Gustave Loustalot
- Jean-Émile Castaignède
- François de Laborde invalidé en 1878, remplacé par Benoît-Martin Sourigues
- Adhémar de Guilloutet

### IIIelégislature(1881-1885)
- Félix Léglise
- Albert Boucau
- Gustave Loustalot
- Benoît-Martin Sourigues
- Adhémar de Guilloutet

### IVelégislature(1885-1889)
- Albini Gieure invalidé en 1885
- Charles Lambert de Sainte-Croix invalidé en 1885
- Aimé Henri Faton de Favernay invalidé en 1885
- Alexandre de Cardenau de Borda invalidé en 1885
- Adhémar de Guilloutet invalidé en 1885
- François-Henri Jumel élu en 1886
- Félix Léglise élu en 1886
- Albert Boucau élu en 1886
- Gustave Loustalot élu en 1886
- Benoît-Martin Sourigues élu en 1886

### Velégislature(1889-1893)
- Saint-Sever : Benoît-Martin Sourigues, Républicain, décédé en 1891, remplacé par Constant Dulau, Républicain
- Mont-de-Marsan-2 : François-Henri Jumel, Républicain
- Dax-2 : Félix Léglise, Républicain
- Dax-1 : Gustave Loustalot, Républicain
- Mont-de-Marsan-1 : Adhémar de Guilloutet, Réactionnaire

Source : journal Le Temps du 24 septembre et du 8 octobre 1889 sur Gallica,.

### VIelégislature(1893-1898)
- Mont-de-Marsan-1 : Étienne Dejean, Républicain
- Dax-1 : Théodore Denis, Républicain
- Saint-Sever : Constant Dulau, Républicain
- Mont-de-Marsan-2 : François-Henri Jumel, Républicain
- Dax-2 : Félix Léglise, Républicain

Source : journal Le Temps du 22 août et du 5 septembre 1893 sur Gallica,.

### VIIelégislature(1898-1902)
- Dax-1 : Théodore Denis, Radical
- Saint-Sever : Constant Dulau, Républicain
- Mont-de-Marsan-2 : François-Henri Jumel, Républicain
- Dax-2 : Félix Léglise, Républicain
- Mont-de-Marsan-1 : Armand Jacquey, Rallié

Source : journal Le Temps du 10 mai et du 24 mai 1898 sur Gallica,.

### VIIIelégislature(1902-1906)
- Dax-1 : Théodore Denis, Radical
- Saint-Sever : Constant Dulau, Républicain
- Mont-de-Marsan-2 : François-Henri Jumel, Républicain ministériel
- Dax-2 : Félix Léglise, Républicain
- Mont-de-Marsan-1 : Armand Jacquey, Nationaliste

Source : journal Le Temps du 29 avril et du 13 mai 1902 sur Gallica,.

### IXelégislature(1906-1910)
- Mont-de-Marsan-2 : Léo Bouyssou, Gauche Radicale Socialiste
- Dax-1 : Théodore Denis, Nationaliste, non-inscrit, décédé le 27 juin 1908, remplacé par Georges Jean Albert Chaulet, Gauche Radicale, élu le 11 octobre 1908
- Saint-Sever : Constant Dulau, Républicain Progressiste
- Dax-2 : Félix Léglise, Union Républicaine
- Mont-de-Marsan-1 : Général Armand Jacquey, Républicain Nationaliste

Sources : Journal Le Temps du 6 et du 22 mai 1906 sur Gallica - ,.

### Xelégislature(1910-1914)
- Mont-de-Marsan-1 : Maurice Damour, Indépendant (républicain démocrate)
- Saint-Sever : Constant Dulau, Gauche démocratique, décédé le 25 avril 1911, remplacé par Gaston Lalanne, Gauche radicale, élu le 18 juin 1911
- Mont-de-Marsan-2 : Léo Bouyssou, Radical socialiste
- Dax-2 : Louis Loustalot, Radical socialiste
- Dax-1 : Georges Jean Albert Chaulet, Gauche radicale

Sources : Journal Le Temps du 24 avril et du 8 mai 1910 sur Gallica - ,.

### XIelégislature(1914-1919)
- Saint-Sever : Pierre Deyris, Républicain radical indépendant, non-inscrit
- Mont-de-Marsan-1 : Maurice Damour, Indépendant, non-inscrit
- Mont-de-Marsan-2 : Léo Bouyssou, Radical socialiste
- Dax-2 : Louis Loustalot, Radical socialiste
- Dax-1 : Georges Jean Albert Chaulet, Radical socialiste

Sources : Journal Le Temps du 28 avril et du 12 mai 1914 sur Gallica - ,.

### XIIelégislature(1919-1924)
Les élections législatives de 1919 furent organisées au scrutin proportionnel de liste. Elles marquèrent au niveau national la victoire du "Bloc national" de centre-droit.
Liste républicaine d'action démocratique et sociale
- Gaston Lalanne, Gauche républicaine démocratique
- Gabriel Despax, Parti radical et radical-socialiste, décédé le 9 mai 1922, non remplacé
- Léo Bouyssou, Parti radical et radical-socialiste

Liste républicaine d'union et de réorganisation nationale
- Joseph Defos du Rau, Action républicaine et sociale

Liste républicaine d'Union sociale et d'action économique
- Pierre Deyris, Gauche républicaine démocratique

Source : Barodet sur le site de l'Assemblée Nationale.

### XIIIelégislature(1924-1928)
Les élections législatives de 1924 furent organisées au scrutin proportionnel de liste. Elles marquèrent au niveau national national la victoire du "Cartel des gauches".
Liste d'Union républicaine radicale et radicale-socialiste
- Léo Bouyssou, Parti radical et radical-socialiste
- Gaston Lalanne, Parti radical et radical-socialiste
- Pierre Deyris, Parti radical et radical-socialiste
- Jean-Robert Lassalle, Parti radical et radical-socialiste, Conseiller général

Source : Barodet sur le site de l'Assemblée Nationale - https://bibnum.sciencespo.fr/s/catalogue/ark:/46513/sc16m1m0#?c=&m=&s=&cv=

### XIVelégislature(1928-1932)
Les élections législatives furent au scrutin d'arrondissement majoritaire à deux tours de 1928 à 1936.
- Dax : Robert Lassalle, Radical-socialiste
- Saint-Sever : Pierre Deyris, Radical-socialiste
- Mont-de-Marsan-2 : Gaston Lalanne, Radical-socialiste
- Mont-de-Marsan-1 : Léo Bouyssou, Radical-socialiste

Source : Élections législatives 22-29 avril 1928 de Georges Lachapelle - https://gallica.bnf.fr/ark:/12148/bpt6k320439r.texteImage#

### XVelégislature(1932-1936)
- Mont-de-Marsan-2 : Antoine Dubon, Parti républicain socialiste
- Dax : Jean-Robert Lassalle, Radical-socialiste
- Mont-de-Maesan-1 : Léo Bouyssou, Radical-socialiste, décédé le 16 novembre 1935, remplacé par Robert Bézos, Radical-socialiste, élu le 19 janvier 1936
- Saint-Sever : Pierre Deyris, Radical-socialiste

### XVIelégislature(1936-1940)
- Mont-de-Marsan-2 : Antoine Dubon, Union socialiste républicaine
- Saint-Sever : Pierre Fully, Radical-socialiste, décédé le 10 novembre 1940
- Dax : Jean-Robert Lassalle, Radical-socialiste, décédé le 14 mai 1940 (porté disparu à Chémery-sur-Bar (Ardennes))
- Mont-de-Marsan-1 : Robert Bézos, Radical-socialiste

## Gouvernement Provisoire de la République Française

### Première assemblée constituante (1945-1946)
Félix Garcia (PCF)
Marcel David (SFIO)
Charles Lamarque-Cando (SFIO)
Joseph Defos du Rau (MRP)

### Deuxième assemblée constituante (juin-novembre 1946)
Félix Garcia (PCF)
Marcel David (SFIO)
Charles Lamarque-Cando (SFIO)
Joseph Defos du Rau (MRP)

## IVeRépublique

### Irelégislature(1946-1951)
- Félix Garcia (PCF)
- Charles Lamarque-Cando (SFIO)
- Marcel David (SFIO)
- Joseph Defos du Rau (MRP)

### IIelégislature(1951-1955)
- Charles Lamarque-Cando (SFIO)
- Marcel David (SFIO)
- Olivier Caliot (Radical)
- Joseph Defos du Rau (MRP)

### IIIelégislature(1956-1958)
- Jean Lespiau (PCF)
- Marcel David (SFIO)
- Charles Lamarque-Cando (SFIO)
- Robert Besson (RGR)

## VeRépublique

### 1relégislature (1958-1962)
| Circonscription     | Identité            | Parti | Suppléant(e)           |
| ------------------- | ------------------- | ----- | ---------------------- |
| 1re circonscription | Robert Besson       | UNR   | Raoul Faget            |
| 2e circonscription  | Max Moras           | UNR   | Charles Duvicq         |
| 3e circonscription  | Jean-Marie Commenay | MRP   | Jean-Raymond Lafenêtre |

### IIelégislature (1962-1967)
| Circonscription     | Identité                                | Parti | Suppléant(e)           |
| ------------------- | --------------------------------------- | ----- | ---------------------- |
| 1re circonscription | Charles Lamarque-Cando                  | SFIO  | Léon Brouste           |
| 2e circonscription  | Camille Dussarthou décédé le 27/10/1965 | SFIO  | Fernand Secheer        |
| 3e circonscription  | Jean-Marie Commenay                     | MRP   | Jean-Raymond Lafenêtre |

### IIIelégislature (1967-1968)
| Circonscription     | Identité               | Parti | Suppléant(e)           |
| ------------------- | ---------------------- | ----- | ---------------------- |
| 1re circonscription | Charles Lamarque-Cando | SFIO  | Léon Brouste           |
| 2e circonscription  | Henri Lavielle         | SFIO  | Fernand Secheer        |
| 3e circonscription  | Jean-Marie Commenay    | CD    | Jean-Raymond Lafenêtre |

### IVelégislature (1968-1973)
| Circonscription     | Identité            | Parti | Suppléant(e)           |
| ------------------- | ------------------- | ----- | ---------------------- |
| 1re circonscription | André Mirtin        | UDR   | Georges Dussarthé      |
| 2e circonscription  | Henri Lavielle      | SFIO  | Fernand Secheer        |
| 3e circonscription  | Jean-Marie Commenay | PDM   | Jean-Raymond Lafenêtre |

### Velégislature (1973-1978)
| Circonscription     | Identité                                        | Parti | Suppléant(e)           |
| ------------------- | ----------------------------------------------- | ----- | ---------------------- |
| 1re circonscription | André Mirtin (élection invalidée le 05/07/1973) | UDR   | Jean Dumoulin          |
| 1re circonscription | Roger Duroure (élu le 16/09/1973)               | PS    | André Cantiran         |
| 2e circonscription  | Henri Lavielle                                  | SFIO  | Pierre Lataste         |
| 3e circonscription  | Jean-Marie Commenay                             | CDP   | Jean-Raymond Lafenêtre |

### VIelégislature (1978-1981)
| Circonscription     | Identité                            | Parti | Suppléant(e)         |
| ------------------- | ----------------------------------- | ----- | -------------------- |
| 1re circonscription | Roger Duroure                       | PS    | Henri Scognamiglio   |
| 2e circonscription  | Henri Lavielle décédé le 27/10/1980 | PS    | Jean-Pierre Pénicaut |
| 3e circonscription  | Henri Emmanuelli                    | PS    | Robert Cabé          |

### VIIelégislature (1981-1986)
| Circonscription     | Identité             | Parti | Suppléant(e)      |
| ------------------- | -------------------- | ----- | ----------------- |
| 1re circonscription | Roger Duroure        | PS    | Alain Vidalies    |
| 2e circonscription  | Jean-Pierre Pénicaut | PS    | Alain Siberchicot |
| 3e circonscription  | Henri Emmanuelli     | PS    | Robert Cabé       |

### VIIIelégislature (1986-1988)
Scrutin proportionnel (listes départementales)
| Identité             | Parti |
| -------------------- | ----- |
| Louis Lauga          | RPR   |
| Jean-Pierre Pénicaut | PS    |
| Henri Emmanuelli     | PS    |

### IXelégislature (1988-1993)
| Circonscription     | Identité             | Parti | Suppléant(e)      |
| ------------------- | -------------------- | ----- | ----------------- |
| 1re circonscription | Alain Vidalies       | PS    | Jean Salinas      |
| 2e circonscription  | Jean-Pierre Pénicaut | PS    | Alain Siberchicot |
| 3e circonscription  | Henri Emmanuelli     | PS    | Robert Cabé       |

### Xelégislature (1993-1997)
| Circonscription     | Identité         | Parti | Suppléant(e)  |
| ------------------- | ---------------- | ----- | ------------- |
| 1re circonscription | Louis Lauga      | RPR   | Robert Barsac |
| 2e circonscription  | Henri Lalanne    | UDF   | Pierre Dupouy |
| 3e circonscription  | Henri Emmanuelli | PS    | Robert Cabé   |

### XIelégislature (1997-2002)
| Circonscription                                                | Identité          | Parti | Suppléant(e)    |
| -------------------------------------------------------------- | ----------------- | ----- | --------------- |
| 1re circonscription                                            | Alain Vidalies    | PS    | Paul Grimberg   |
| 2e circonscription                                             | Jean-Pierre Dufau | PS    | Gabriel Bellocq |
| 3e circonscription du 1er juin au 17 décembre 1997 (démission) | Henri Emmanuelli  | PS    | Robert Cabé     |
| 3e circonscription du 25/01/1998 au 22/12/1999 (démission)     | Joël Goyheneix    | PS    |                 |
| 3e circonscription du 07/02/2000 au 18/06/2002                 | Henri Emmanuelli  | PS    |                 |

### XIIelégislature (2002-2007)
| Circonscription     | Identité          | Parti | Suppléant       |
| ------------------- | ----------------- | ----- | --------------- |
| 1re circonscription | Alain Vidalies    | PS    | Janine Jarnac   |
| 2e circonscription  | Jean-Pierre Dufau | PS    | Gabriel Bellocq |
| 3e circonscription  | Henri Emmanuelli  | PS    | Joël Goyheneix  |

### XIIIelégislature (2007-2012)
| Circonscription     | Identité          | Parti | Suppléant         |
| ------------------- | ----------------- | ----- | ----------------- |
| 1re circonscription | Alain Vidalies    | PS    | Florence Delaunay |
| 2e circonscription  | Jean-Pierre Dufau | PS    | Élisabeth Bonjean |
| 3e circonscription  | Henri Emmanuelli  | PS    | Monique Lubin     |

### XIVelégislature (2012-2017)
| Circonscription     | Identité                                 | Parti | Suppléant         |
| ------------------- | ---------------------------------------- | ----- | ----------------- |
| 1re circonscription | Alain Vidalies                           | PS    | Florence Delaunay |
| 2e circonscription  | Jean-Pierre Dufau                        | PS    | Élisabeth Bonjean |
| 3e circonscription  | Henri Emmanuelli (jusqu'au 21 mars 2017) | PS    | Monique Lubin     |
| 3e circonscription  | Monique Lubin (jusqu'au 29 mars 2017)    | PS    | Aucun             |
| 3e circonscription  | vacant (à partir du 29 mars 2017)        |       |                   |

### XVelégislature(2017–2022)
| Circonscription           | Député                                                                                               | Parti | Parti | Suppléant             | Autre mandat                                                                     |
| ------------------------- | --- | ----- | ----- | --------------------- | -------------------------------------------------------------------------------- |
| Première circonscription  | Geneviève Darrieussecq (jusqu'au 21 juillet 2017)                                                    |       | MoDem | Fabien Lainé          | Maire de Mont-de-Marsan Conseillère départementale du canton de Mont-de-Marsan-2 |
| Première circonscription  | Fabien Lainé (remplace Geneviève Darrieussecq, membre du gouvernement, à compter du 22 juillet 2017) |       | UDI   |                       |                                                                                  |
| Deuxième circonscription  | Lionel Causse                                                                                        |       | REM   | Martine Dedieu        | Maire de Saint-Martin-de-Seignanx                                                |
| Troisième circonscription | Boris Vallaud                                                                                        |       | PS    | Anne-Marie Lailheugue |                                                                                  |

### XVIelégislature(2022-2024)
| Circonscription           | Député                 | Parti | Parti | Suppléant             | Autre mandat |
| ------------------------- | ---------------------- | ----- | ----- | --------------------- | --- |
| Première circonscription  | Geneviève Darrieussecq |       | MoDem | Fabien Lainé          | Conseillère municipale de Mont-de-Marsan Conseillère communautaire de Mont-de-Marsan Agglomération Conseillère régionale de Nouvelle-Aquitaine |
| Deuxième circonscription  | Lionel Causse          |       | LREM  | Maeva Dedieu          | |
| Troisième circonscription | Boris Vallaud          |       | PS    | Anne-Marie Lailheugue | Conseiller départemental du canton d'Adour Armagnac                                                                                            |

### XVIIelégislature(2024-2029)
| Circonscription           | Député                 | Parti | Parti | Suppléant           | Autre mandat |
| ------------------------- | ---------------------- | ----- | ----- | ------------------- | --- |
| Première circonscription  | Geneviève Darrieussecq |       | MoDem | Fabien Lainé        | Conseillère municipale de Mont-de-Marsan Conseillère communautaire de Mont-de-Marsan Agglomération Conseillère régionale de Nouvelle-Aquitaine |
| Deuxième circonscription  | Lionel Causse          |       | LREM  | Maeva Dedieu        | |
| Troisième circonscription | Boris Vallaud          |       | PS    | Christine Fournadet | Conseiller départemental du canton d'Adour Armagnac                                                                                            |